# Girador ferroviário

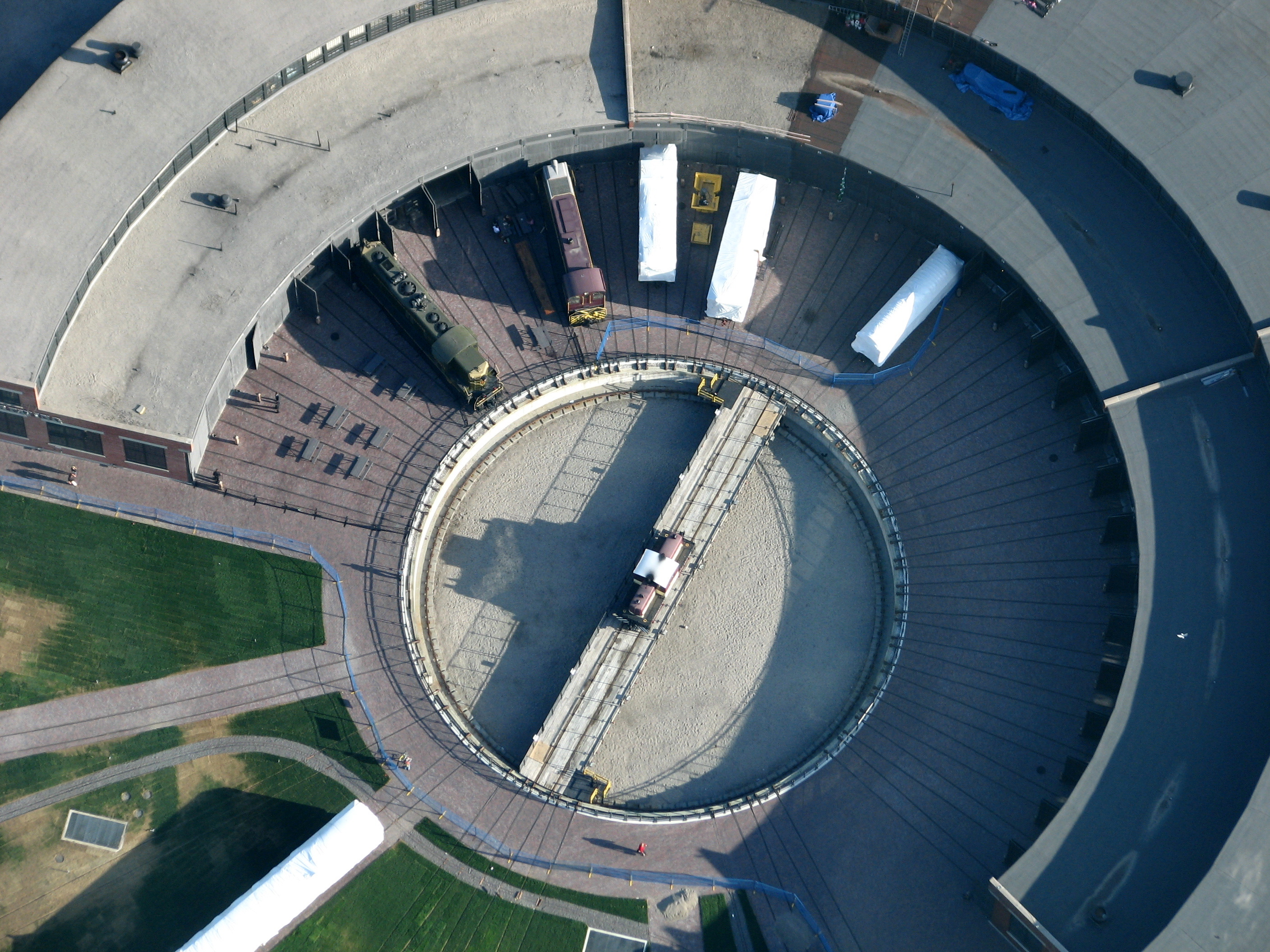
Uma plataforma giratória na John Street Roundhouse em Toronto, Canadá, vista da CN Tower

Na terminologia ferroviária, uma plataforma giratória ou girador ferroviário é um dispositivo para girar o material rodante ferroviário, geralmente locomotivas, de modo que elas fiquem voltadas para a direção de onde vieram. É especialmente usada em áreas onde considerações econômicas ou falta de espaço impossibilita a construção de um triângulo. 

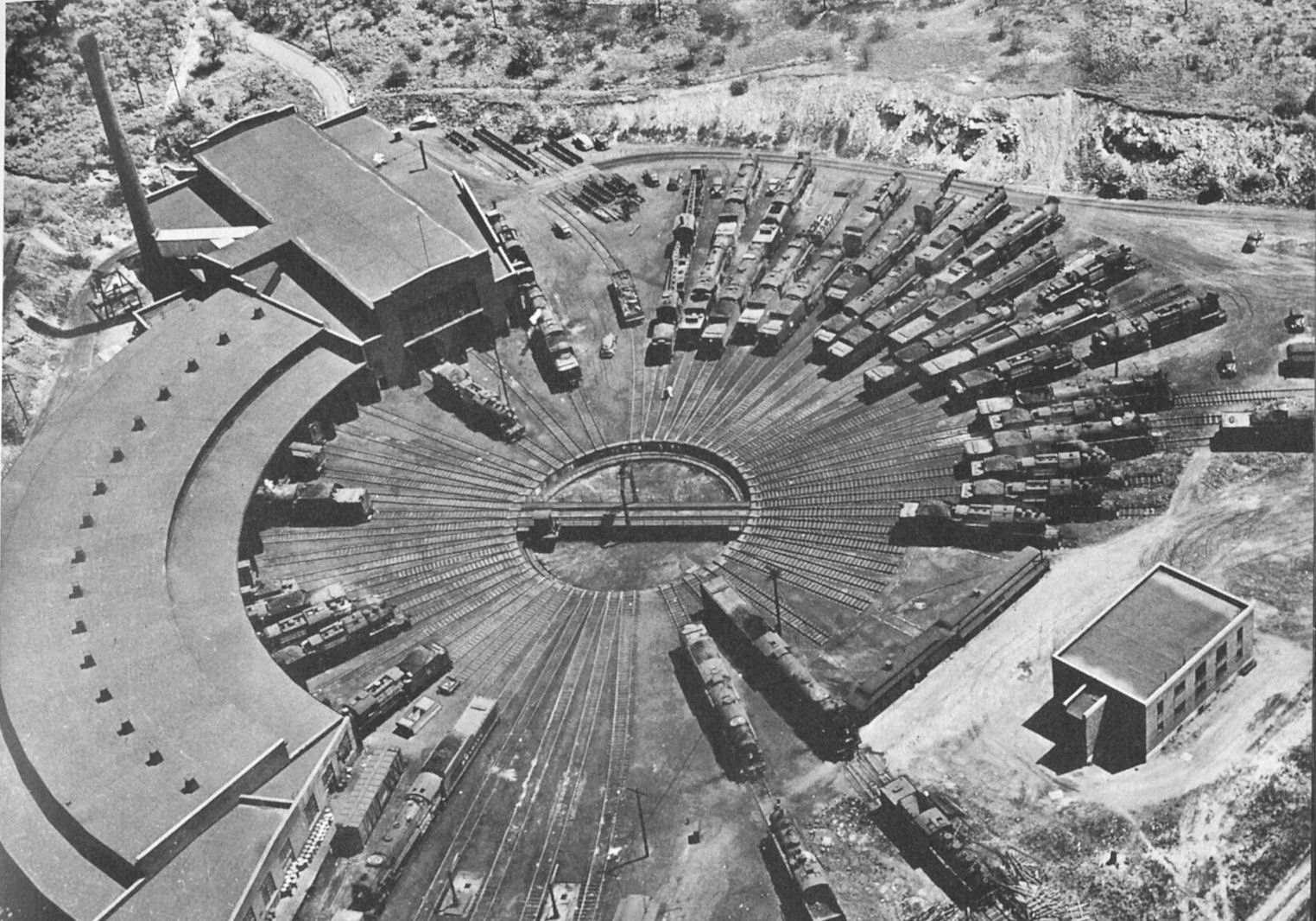
Uma plataforma giratória da Central Railroad of New Jersey

No caso de locomotivas a vapor, as ferrovias precisavam de uma maneira de dar a volta nas locomotivas a vapor para viagens de retorno, pois seus controles geralmente não eram configurados para períodos prolongados de funcionamento em sentido inverso; além disso, muitas locomotivas tinham uma velocidade máxima menor em sentido inverso. A maioria das locomotivas a diesel, no entanto, pode ser operada em qualquer direção e são consideradas como tendo "extremidades dianteiras" e "extremidades traseiras" (geralmente determinadas pela localização da cabine da tripulação). Quando uma locomotiva a diesel é operada como uma única unidade, a companhia ferroviária geralmente prefere, ou exige, que ela seja operada primeiro na "parte dianteira".
As plataformas giratórias também eram usadas para girar os vagões de passageiros de modo que as extremidades do salão com janelas ficassem voltadas para a parte traseira do trem.

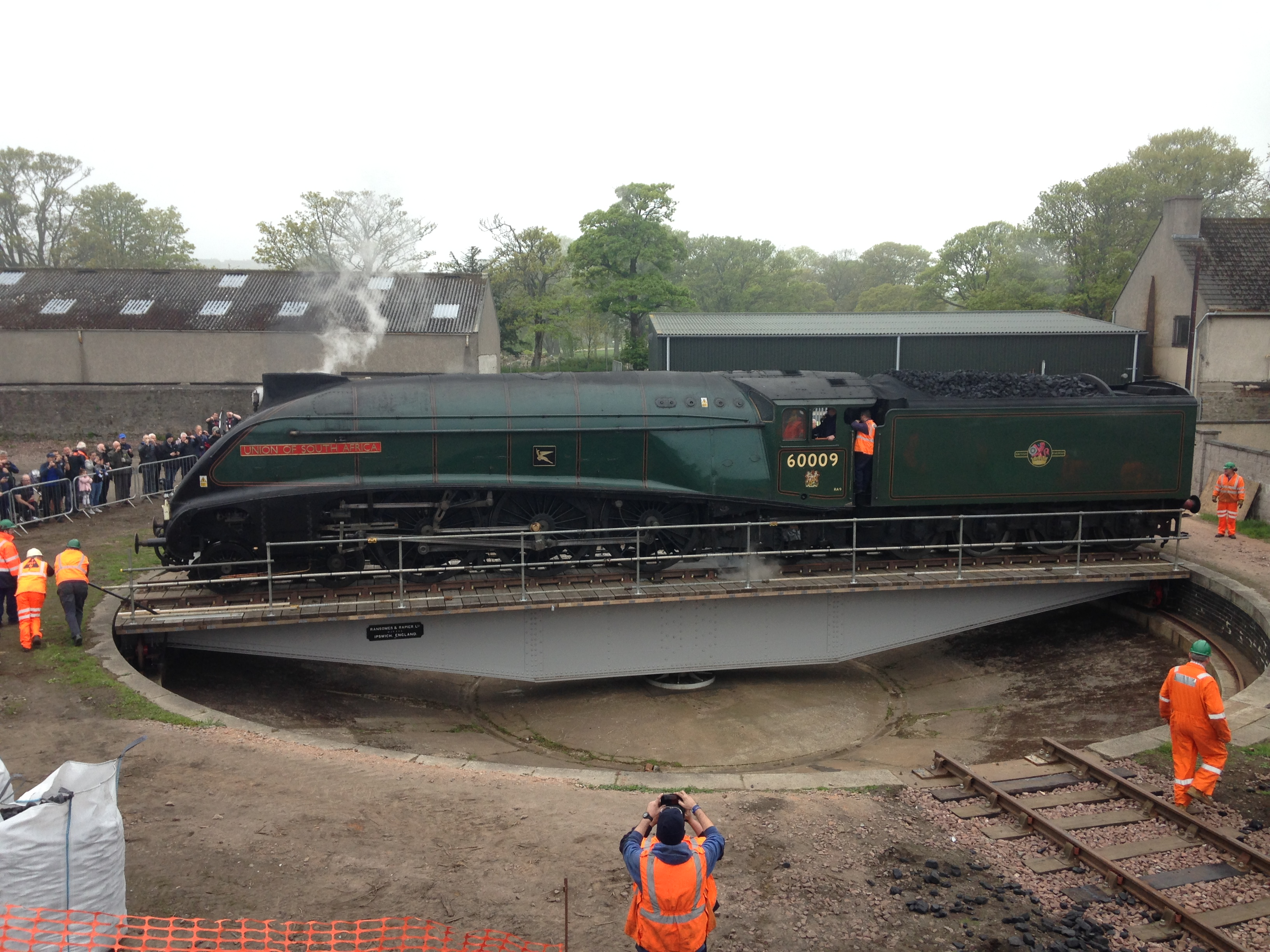
A4 Pacific No.9 "Union of South Africa" na plataforma giratória de Ferryhill, Escócia

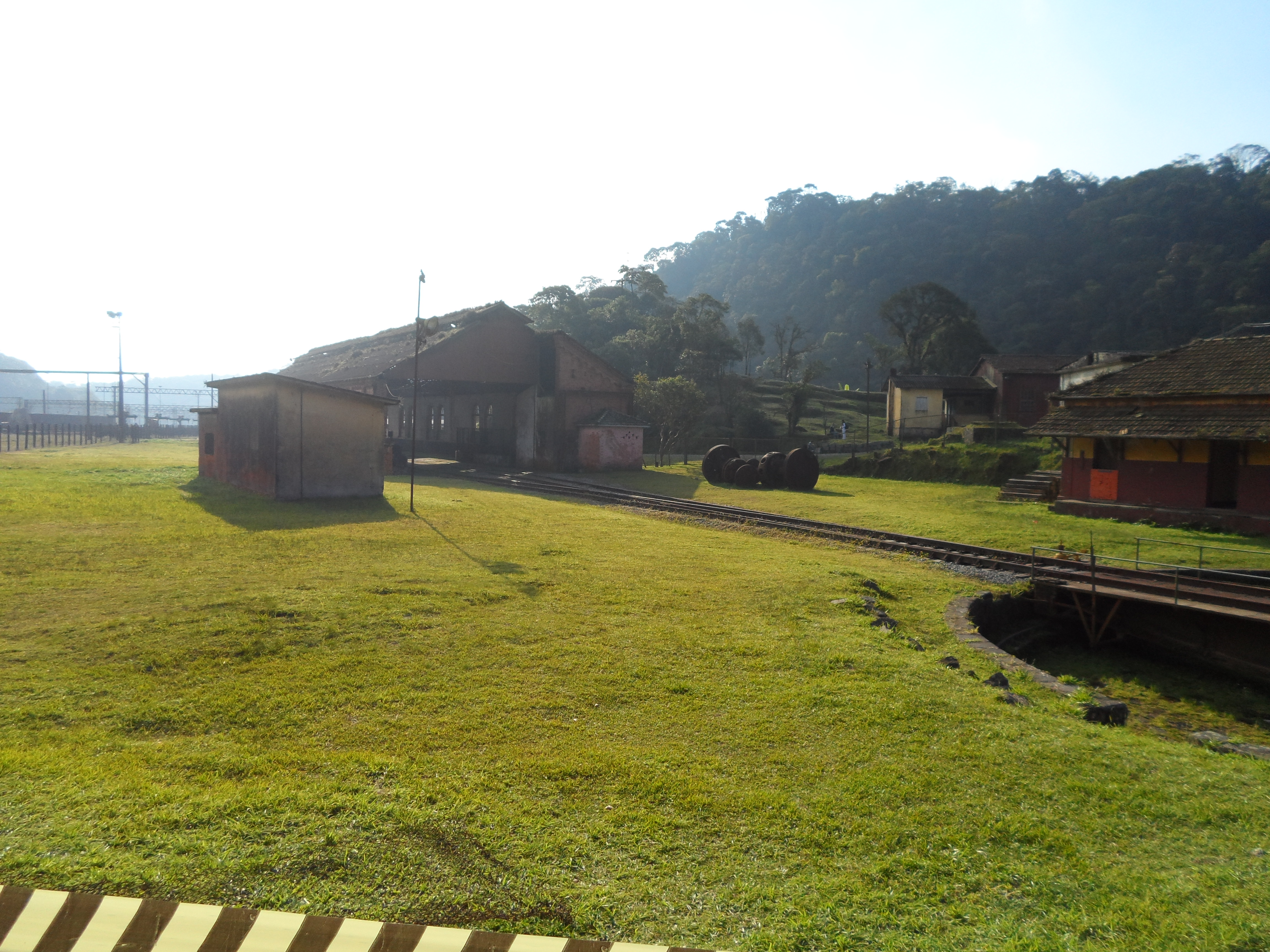
Estação Paranapiacaba e girador ferroviário após a estação

Os giradores não só permitem mudar o sentido da marcha das locomotivas, como também mudar os veículos de linha, principalmente em áreas restritas como nas oficinas, postos de revisão, pátios, etc. Consistem em um poço, dentro do qual é instalada uma estrutura, semelhante a uma ponte em treliça, apoiada em um pivot central, que permite sua rotação, manual ou mecânica, com o veículo sobre a mesma, que poderá tomar a direção que se desejar. Desse modo, pode-se colocá-lo na direção de cada uma das diversas linhas que convergem para o girador ou então mudar o sentido da marcha da locomotiva.